# تراشتینگسهاوزن
تراشتینگسهاوزن (به آلمانی: Trechtingshausen) یک شهر در آلمان است که در ماینتس-بینگن واقع شده‌است. تراشتینگسهاوزن ۱٬۰۲۶ نفر جمعیت دارد.